# 磁石のケータイハンター
『磁石のケータイハンター』（じしゃくのケータイハンター）は、2010年1月4日から同年3月22日まで、東名阪ネット6共同制作で放送された深夜バラエティ番組である。

## 概要
お笑いタレント・磁石の2人が仕掛ける「ケータイハンター」とは、若手芸人が所有している携帯電話を使った記憶力を試すクイズ。発信日時のヒントにして、携帯電話履歴を新しい順で5件、所有者本人に当ててもらう。若手芸人たちの携帯電話履歴が白日の下に晒されることで、知られざるプライベートの実態や爆笑エピソードなどが次々に明かされていく。
番組コンセプト等が、かつてTBSで放送されていた『ザ・メモリーハンター!』と酷似している。また、同番組とスタッフが同一であることが番組ホームページ上で明らかにされているほか、スタッフ側からも、同番組を実質的にレギュラー化したものである旨の発言がなされた。
磁石の二人と若手芸人がともにタイトルコールをするとき、「磁石のケータイハンター」を言わない芸人に対し、佐々木が「やれや」とツッコミを入れることが恒例となっていた。（ゲストが芸人ではない場合には、行わない時もある）。また、『ザ・メモリーハンター！』で行われた直電は、「永沢チャンス」との名称で行われた。

## 出演者
- 磁石 - （佐々木優介・永沢たかし）

## これまでの放送内容
| 回数   | 初回放送日    | ターゲット                     | その他ゲスト                   | 結果                                            |
| ------ | ------------- | ------------------------------ | ------------------------------ | ----------------------------------------------- |
| 第1回  | 2010年1月4日  | 長友光弘（響）                 |                                | 4問目不正解                                     |
| 第2回  | 2010年1月11日 | 岡安章介（ななめ45°）          |                                | 5問目不正解                                     |
| 第3回  | 2010年1月18日 | 小沢一敬（スピードワゴン）     |                                | 全問正解                                        |
| 第4回  | 2010年1月25日 | ノッチ（デンジャラス）         |                                | 4問目不正解                                     |
| 第5回  | 2010年2月1日  | 松雪オラキオ（弾丸ジャッキー） | 武田テキサス（弾丸ジャッキー） | オラキオ（3問目不正解） テキサス（5問目不正解） |
| 第6回  | 2010年2月8日  | 小島よしお                     |                                | 4問目不正解                                     |
| 第7回  | 2010年2月15日 | 野村浩二（江戸むらさき）       |                                | 4問目不正解                                     |
| 第8回  | 2010年2月22日 | 江口直人（どぶろっく）         | 森慎太郎（どぶろっく）         | ???                                             |
| 第9回  | 2010年3月1日  | 白石隼也                       |                                | 5問目不正解                                     |
| 第10回 | 2010年3月8日  | 島田秀平                       | ???                            | ???                                             |
| 第11回 | 2010年3月15日 | ユージ                         | ???                            | ???                                             |
| 最終回 | 2010年3月22日 | 西田麻衣                       | ???                            | ???                                             |

## スタッフ
- ナレーション：夏日凜子
- 演出：四季涼
- 構成：くらなり、嶋理一郎、笠博勝
- 技術：八峯テレビ
- 編集・MA：麻布プラザ
- スチール：中村嘉昭
- デザイン：前田朗
- 協力：TOKYO1週間、KANSAI1週間、ケータイ1週間
- ディレクター：今村光宏、土屋佳弘
- プロデューサー：志岐誠
- 制作：「磁石のケータイハンター」製作委員会（tvk、チバテレビ、テレ玉、三重テレビ、KBS京都、サンテレビ、TwellV、クリエイティブオフィスなび、ホリプロコム、竹書房）

## 使用楽曲
エンディング
- 高橋直純「羅針盤」

## ネット局・放送時間

### 放送局
| 放送対象地域   | 放送局         | 放送期間                | 放送日時                 | 放送区分                               |
| -------------- | -------------- | ----------------------- | ------------------------ | -------------------------------------- |
| 神奈川県       | テレビ神奈川   | 2010年1月4日 - 3月22日  | 月曜 23時00分 - 23時30分 | 独立UHF局 （東名阪ネット6） 共同制作局 |
| 千葉県         | 千葉テレビ放送 | 2010年1月4日 - 3月22日  | 月曜 24時30分 - 25時00分 | 独立UHF局 （東名阪ネット6） 共同制作局 |
| 京都府         | KBS京都        | 2010年1月6日 - 3月24日  | 水曜 24時00分 - 24時30分 | 独立UHF局 （東名阪ネット6） 共同制作局 |
| 三重県         | 三重テレビ     | 2010年1月6日 - 3月24日  | 水曜 24時20分 - 24時50分 | 独立UHF局 （東名阪ネット6） 共同制作局 |
| 兵庫県         | サンテレビ     | 2010年1月9日 - 3月27日  | 土曜 24時25分 - 24時55分 | 独立UHF局 （東名阪ネット6） 共同制作局 |
| 埼玉県         | テレビ埼玉     | 2010年1月9日 - 3月27日  | 土曜 24時30分 - 25時00分 | 独立UHF局 （東名阪ネット6） 共同制作局 |
| 福岡県         | TVQ九州放送    | 2010年1月5日 - 3月23日  | 火曜 26時23分 - 26時53分 | テレビ東京系列                         |
| 日本全域       | TwellV         | 2010年1月8日 - 3月26日  | 金曜 21時00分 - 21時30分 | BSデジタル放送                         |
| 鳥取県・島根県 | 山陰放送       | 2010年1月8日 - 3月26日  | 金曜 25時25分 - 25時55分 | TBS系列                                |
| 北海道         | 北海道放送     | 2010年2月25日 - 5月13日 | 木曜 25時26分 - 25時56分 | TBS系列                                |
| 秋田県         | 秋田放送       | 2010年4月11日 - 6月27日 | 日曜 25時20分 - 25時50分 | 日本テレビ系列                         |
| 広島県         | 中国放送       | 2010年4月15日 - 7月1日  | 木曜 25時20分 - 25時50分 | TBS系列                                |
| 石川県         | 北陸放送       | 2010年4月19日 - 7月5日  | 月曜 24時55分 - 25時25分 | TBS系列                                |
| 長野県         | 信越放送       | 不定期放送              | 不定期放送               | TBS系列                                |